# Colombia Open 1994
Il Colombia Open 1994 è stato un torneo di tennis giocato sulla terra rossa. È stata la 1ª edizione del Colombia Open, che fa parte della categoria World Series nell'ambito dell'ATP Tour 1994. Il torneo si è giocato a Bogotà in Colombia, dal 12 al 18 settembre 1994.

## Campioni

### Singolare maschile
Nicolás Pereira ha battuto in finale  Mauricio Hadad con il punteggio di 6–3, 3–6, 6–4

### Doppio maschile
Mark Knowles /  Daniel Nestor hanno battuto in finale  Luke Jensen /  Murphy Jensen con il punteggio di 6–4, 7–6